# Santa Cruz Tlalchichilco
Santa Cruz Tlalchichilco är en ort i Mexiko.   Den ligger i kommunen Tlapa de Comonfort och delstaten Guerrero, i den sydöstra delen av landet, 210 km söder om huvudstaden Mexico City. Santa Cruz Tlalchichilco ligger 1 585 meter över havet och antalet invånare är 189.
Terrängen runt Santa Cruz Tlalchichilco är kuperad. Runt Santa Cruz Tlalchichilco är det ganska tätbefolkat, med 108 invånare per kvadratkilometer. Närmaste större samhälle är Tlapa de Comonfort, 8,2 km sydost om Santa Cruz Tlalchichilco. Omgivningarna runt Santa Cruz Tlalchichilco är huvudsakligen savann.